# Fear of God (USA)
Fear of God war eine US-amerikanische Thrash-Metal-Band aus Los Angeles, Kalifornien, die im Jahr 1989 aus der Band Détente entstand und im Jahr 1996 wieder aufgelöst wurde.

## Geschichte
Die Band entstand im Jahr 1989 aus der Umbenennung der Band Détente heraus, nachdem diese einen Vertrag bei der Warner Music Group unterschrieben hatte. Die Band nahm ihr Debütalbum namens Within the Veil im Tonstudio von Produzent Pat Regan auf. Das Album wurde von Andy Wallace abgemischt. Die Band schickte die Aufnahmen zu Warner Music, wobei sich die Gruppe dabei noch Sediction nannte. Nach dem Durchblättern der Bibel kam Carlino schließlich auf den Namen Fear of God.
Das Album wurde im Jahr 1991 veröffentlicht. Danach folgte im Sommer eine Tour durch die USA, die 30 Auftritte umfasste. Zehn Auftritte vor dem Tourende kam es zu einer physischen Auseinandersetzung zwischen dem Schlagzeuger Steve Cordova und der Sängerin Dawn Crosby, was dazu führte, dass Cordova die Band am Ende der Tour verließ. Er wurde durch Brendan Etter ersetzt. Nach Weihnachten desselben Jahres absolvierte die Band einige Aufnahmen im Studio. Im Folgejahr spielte sie auf der Tour von Danzig. Als neuer Bassist kam außerdem Jason Levin zur Band.
Anfang 1992 begab sich die Band nach London in die Battery Studios, wobei die Aufnahmen unter der Leitung des Produzenten Chris Tsangarides stattfanden. Bei den Aufnahmen kam es zu Streitigkeiten zwischen Michael Carlino und Sängerin Dawn Crosby, sodass diese nicht mehr zu den Aufnahmen erschien und die Gesangspassagen nicht fertiggestellt werden konnten. Crosby begab sich zurück in ihre Heimatstadt Annapolis, Maryland. Zusammen mit den Gitarristen Jay Abbene und Terry Carter, dem Schlagzeuger Shannon Larkin, alle bei Wrathchild America tätig, sowie dem Bassisten Rob Michael begab sie sich auf eine Tour durch Europa. Im April traten sie dabei auch auf dem Aardschokdag Festival auf.
Danach kehrte sie zur Band zurück, und Douglas Sylvia kam als neuer Schlagzeuger zur Band. Die Band nahm ein neues Demo auf, wobei dabei die Gitarristen Brandon Hefner und Randy Bobzien zu hören waren. Nach den Aufnahmen verließ Sylvia wieder die Band, sodass das Demo mit dem neuen Schlagzeuger John Grden erneut aufgenommen wurde. Hefner verließ im Sommer 1993 während einer Tour die Band und wurde durch Chris Kalandras ersetzt. Am 12. Februar 1994 unterschrieb die Band einen Vertrag bei Pavement Music für ein Album. Am 7. März begab sich die Band ins Studio nach Florida. Im Juli folgten einige Auftritte. Während der Aufnahmen zum Album kam es außerdem zu Streitigkeiten mit dem Schlagzeuger John Grden, wodurch alle Mitglieder bis auf die Sängerin Crosby die Band verließen.
Das Album Toxic Voodoo wurde im Jahr 1994 veröffentlicht. Danach folgte eine Tour, bei der Bassist Bruce Greig und die Gitarristen Bill Hayden und Sparky Voyles zur Band kamen. Im Jahr 1995 nahm die Band ein weiteres Demo auf. Voyles wurde dabei durch Frank Dimauro ersetzt. Im Frühling 1996 verließ er wieder die Band und wurde durch Tony Mallory ersetzt, welcher außerdem noch Keyboard in der Band spielte. Der Bassist Bruce Greig verließ ebenfalls die Band und wurde durch Mike Schafer ersetzt.
Am 15. Dezember 1996 verstarb Dawn Crosby aufgrund von Leberversagen, das durch jahrelangen Alkoholmissbrauch verursacht wurde. Ihr Tod bedeutete das Ende der Band. Die Mitglieder spielten jedoch noch einige Jahre unter dem Namen Fog weiter.

## Stil
Die Band spielt klassischen Thrash Metal, wobei auch Einflüsse aus dem Rock- und Gothic-Bereich hörbar sind.

## Diskografie
- Betrayed/Emily (Single, 1991, Warner Music Group)
- Within the Veil (Album, 1991, Warner Music Group)
- 1992 Demo (I) (Demo, 1992, Eigenveröffentlichung)
- 1992 Demo (II) (Demo, 1992, Eigenveröffentlichung)
- Toxic Voodoo (Album, 1994, Pavement Music)